# Касиски, Фридрих
Фри́дрих Вильге́льм Каси́ски (нем. Friedrich Wilhelm Kasiski; 29 ноября 1805, Шлохау, Королевство Пруссия (ныне Члухув, Польша) — 22 мая 1881, Нойштеттин (ныне Щецинек, Польша)) — офицер прусской армии, немецкий шифровальщик и археолог. Автор метода криптоанализа, известного ныне как метод Касиски.

## Биография
Военная карьера
Касиски 20 марта 1823 года пошел добровольцем в 17 лет в пехотный полк № 33. В мае 1824 получил звание сержанта, а в феврале 1825 стал лейтенантом. Следующее повышение он получил спустя 14 лет, когда в мае 1839 ему присвоили звание старшего лейтенанта. В ноябре 1842 года он получил звание капитана. Это звание Касиски носил еще в течение 9 лет, затем в 1852 году покинул активную службу в звание майора. С 1860 по 1868 он был руководителем батальона Национальной гвардии.
Последние годы и смерть
В последние годы жизни Фридрих Касиски интересовался археологией и последние десятилетие своей жизни он провел в Нойштеттин (ныне Щецинек). Касиски умер 22 мая 1881 года.

## Научная деятельность
Сам о себе Фридрих Касиски говорил: «Уже молодым офицером я занимался искусством дешифрации». Он специализировался на шифрах полиалфавитного замещения, больше всего его интересовал криптоанализ полиалфавитных шифров. Будучи командиром батальона Национальной гвардии, Касиски находил время для занятия криптоанализом и в 1863 году опубликовал свою небольшую, но значимую работу «Die Geheimschriften und die Dechiffrirknust» («Тайнопись и искусство дешифрирования», оригинал рукописи находится в библиотеке в Мюнхене) в Берлине в уважаемом издательстве E.S. Mittler & Sohn. Это была книга о процедуре атак на шифры полиалфавитной замены. Также в своей книге Касиски описывает своё крупное открытие в криптоанализе — алгоритм, ныне известный как метод Касиски. Этот алгоритм позволил взламывать шифр Виженера, что считалось невозможным на протяжении 400 лет.  Позже выяснилось, что еще до Фридриха Касиски в 1854 успеха во взломе шифра Вижинера добился и Чарльз Бэббидж, однако тот не опубликовал свои изыскания. Этот факт стал известен только в XX веке, когда ученые разбирали многочисленные заметки Бэббиджа, поэтому метод носит имя Касиски.
Работы Чарльза Бэббиджа и Фридриха Касиски показали, что шифр Виженера небезопасен. Это открытие повлекло смятение у криптографов того времени, ведь они теперь не могли гарантировать секретность. Криптографы не могли придумать ничего нового, что повлекло соответственно рост интереса у широкой публики к шифрам. В конце концов был найден шифр взамен шифра Виженера — так называемый шифр Бейла.
Метод Касиски открыл путь к другим полиалфавитным решениям, которые до сих пор используют правительства разных стран.
Значимость криптоаналитических работ Касиски, как это обычно бывает, не имела широкого спроса в то время. И он обратил свой ум ещё в одно свое увлечение, а именно в археологию. Касиски умер, почти наверняка не понимая, что он совершил революцию в криптографии.